# Dolichoderus coniger
Dolichoderus coniger é uma espécie de formiga do gênero Dolichoderus.